# Pontefract
Pontefract est une ville d'Angleterre, située dans le district métropolitain de Cité de Wakefield, dans le comté du Yorkshire de l'Ouest.

## Géographie
La ville est située dans le nord de l'Angleterre, à 18 km au sud-est de Leeds.

## Culture et patrimoine
Le château, construit au XIe siècle, est en ruine depuis le XVIIe siècle.

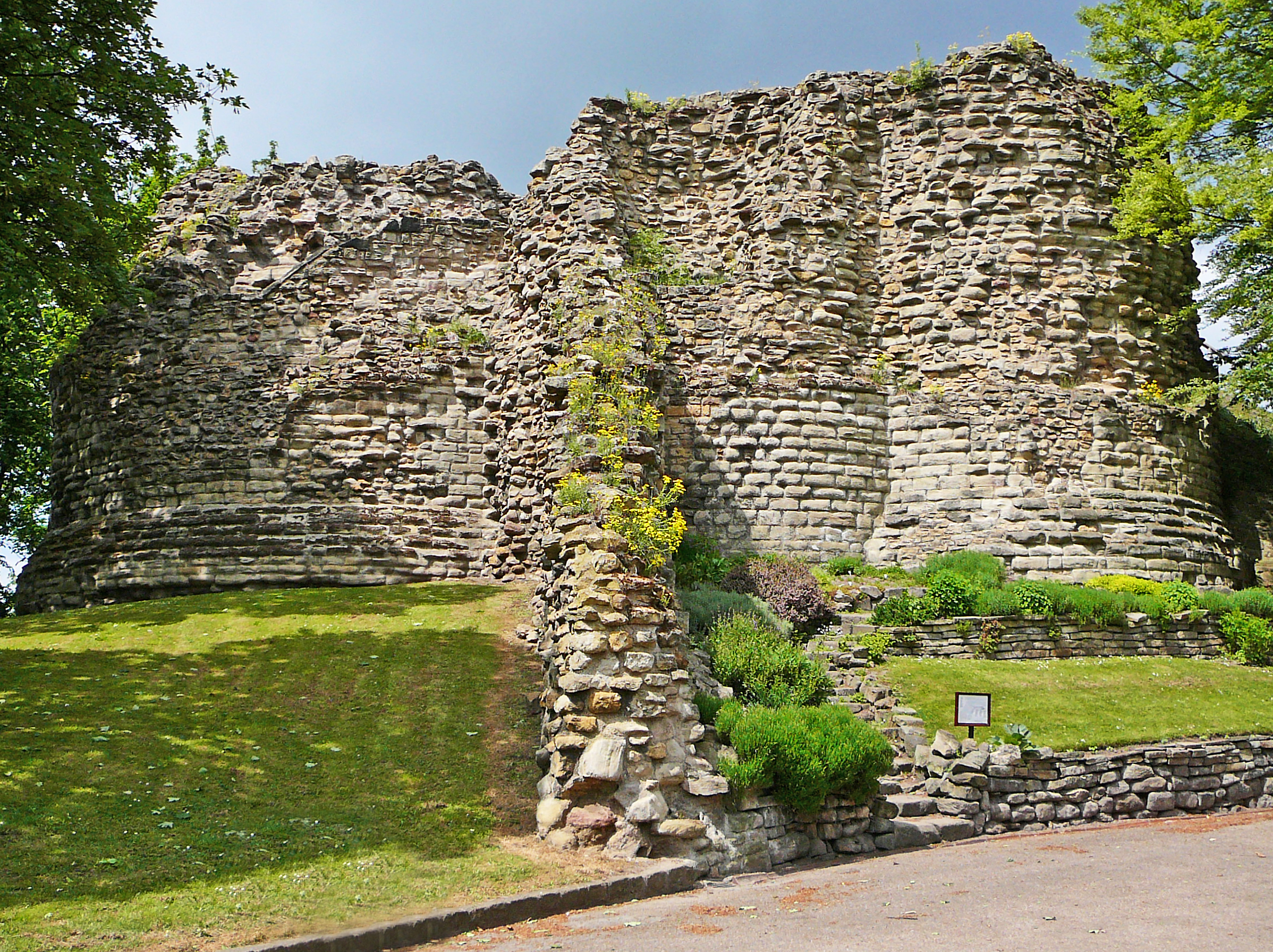
Château de Pontefract.

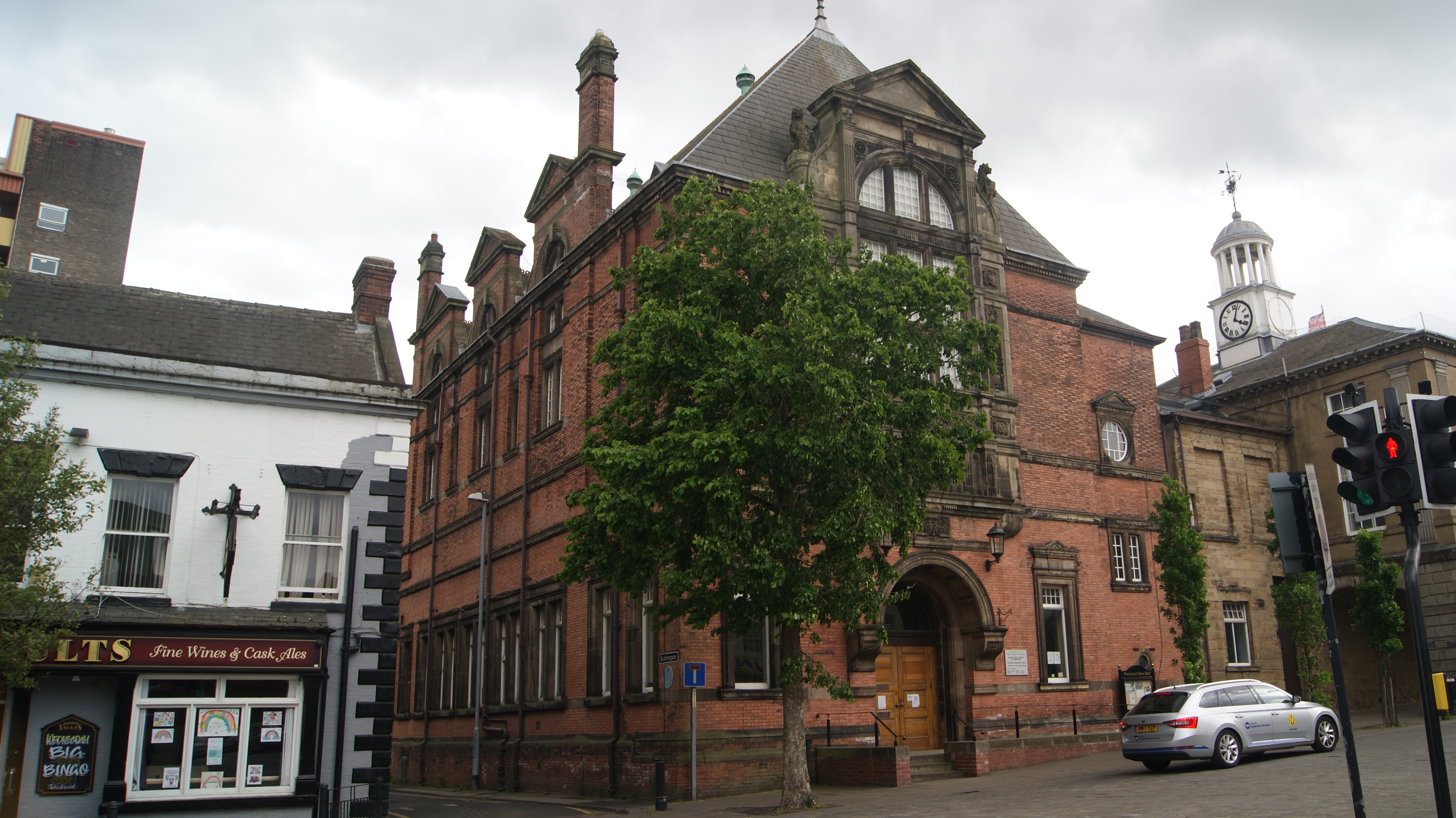
Hôtel de ville de Pontefract.

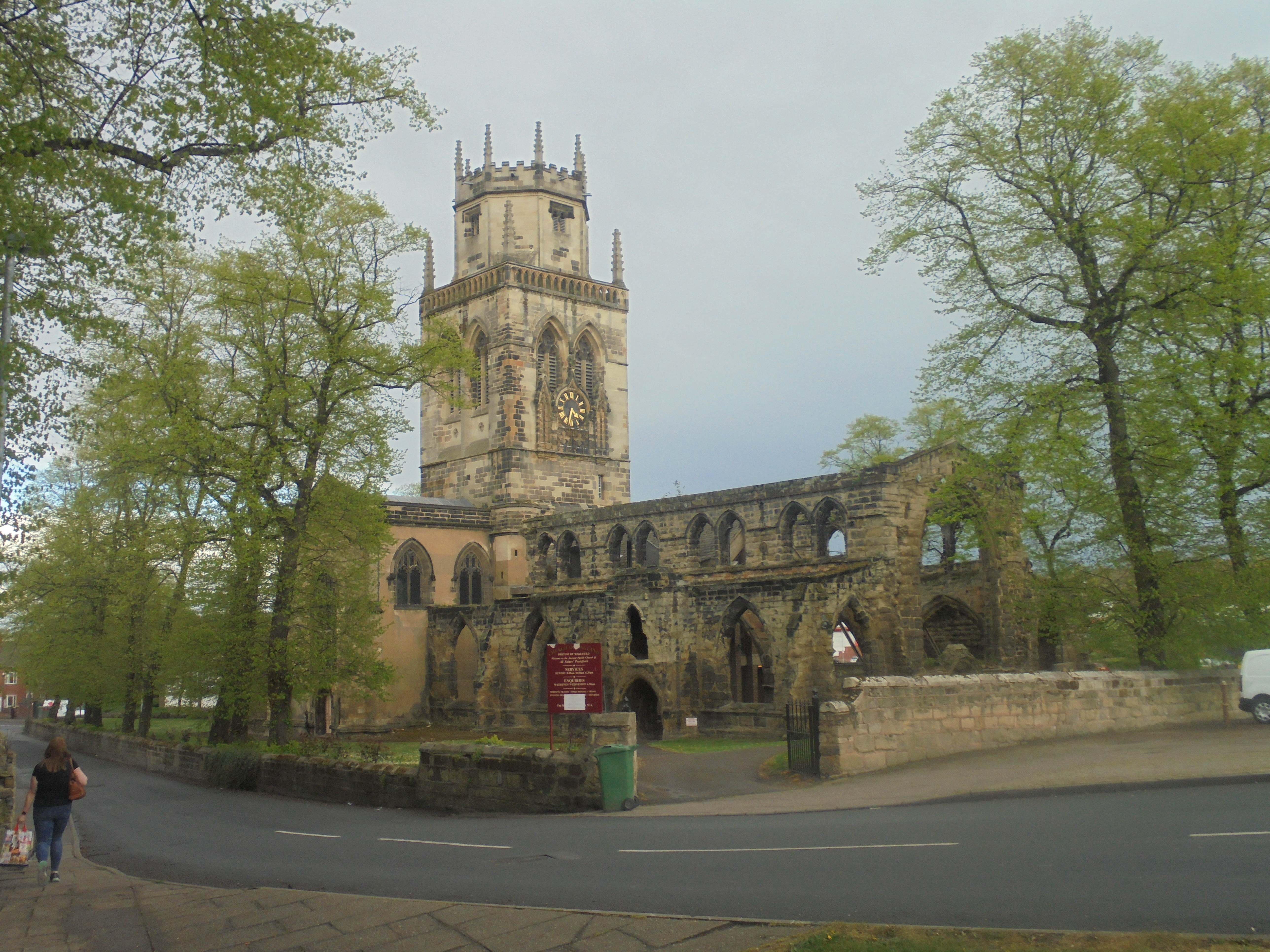
Église Toussaint (Pontefract).

## Équipement et transports
La ville possède trois gares ferroviaires de Monkhill, Tanshelf et Baghill et une gare routière.